# Laguna El Rey
Laguna El Rey es un cuerpo de agua perteneciente al humedal El Yali, pero se encuentra fuera de la Reserva Nacional El Yali, en Chile central, región de Valparaíso, provincia de San Antonio, comuna de Santo Domingo (Chile).

## Ubicación
La laguna El Rey tiene un origen marino. Se encuentra a 4000 metros al interior de Punta Toro en el límite norte de la formación Navidad. En ella se han encontrado conglomerados de fósiles marinos.

## Población, economía y ecología

### Avifauna
La laguna El Rey se ha reconocido como el lugar más importante para la reproducción del cisne coscoroba en el humedal El Yali, sin embargo se encuentra emplazada fuera del área protegida. También es posible encontrar el flamenco chileno, pato gargantillo, pitotoy, pato negro, gaviotines y el cisne de cuello negro.